# Стасіс Данісявічюс
Стасіс Ляонович Данісявічюс (лит. Stasys Danisevičius; 17 вересня 1957, Паневежис — 12 травня 2024, Вільнюс) — радняський та литовський футболіст, півзахисник. Виступав у національній збірній Литві.

## Клубна кар'єра
Народився в 1957 році в місті Паневежис і є вихованцем місцевого спортінтернату. Футбольну кар'єру розпочинав у клубі другої ліги СРСР «Атлантас», проте його статистика в цій команді невідома. У 1976 році перейшов в інший клуб другої ліги «Жальгіріс», з яким наступного сезону став переможцем своєї зони і вийшов у першу лігу.
У 1980 році Данісявічюс став гравцем смоленської «Іскри», де зіграв 42 матчі та відзначився 5 голами, але через один сезон повернувся в «Жальгіріс». У 1982 році разом з «Жальгірісом» став чемпіоном першої ліги і перейшов у вищу лігу, де виступав протягом трьох з половиною сезонів і провів 98 матчів, в яких забив 12 м'ячів. Залишив команду по ходу сезону 1986 року, півроку виступав за клуб першої ліги «Колос» (Нікополь), а потім провів ще два роки в «Атлантасі» з другої ліги.
У 1990 році, після виходу литовських клубів з радянських ліг, Данісявічюс перейшов у «Панеріс» з яким став переможцем регулярного чемпіонату Литви-1990 (перший розіграш чемпіонату Литви після відновлення незалежності країни). Після завершення ігрової кар'єри в 1993 році, став президентом «Панеріса» і працював на посаді до 1998 року, коли клуб розформували через банкрутство.

## Кар'єра в збірній
У складі збірної Литви 1992 року Данісявічюс провів 5 матчів. Дебютував за збірну 25 березня, відігравши перший тайм у товариському поєдинку зі збірною Польщі. Також зіграв у двох матчах кваліфікаційного турніру чемпіонату світу 1994 проти Північної Ірландії та Албанії і ще в двох товариських матчах зі збірними Білорусі та Словаччини.

## Досягнення

### Командні
«Жальгіріс»
- Перша ліга СРСР
  -  Чемпіон (1): 1982

- Друга ліга СРСР
  -  Чемпіон (1): 1977 (1 зона)

### Особисті
- Футболіст року в Литві (2): 1979, 1984
- Член символічної збірної сторіччя литовського футболу (2018)[3]